# Crusty
 (décembre 2018).
Si vous disposez d'ouvrages ou d'articles de référence ou si vous connaissez des sites web de qualité traitant du thème abordé ici, merci de compléter l'article en donnant les références utiles à sa vérifiabilité et en les liant à la section « Notes et références ».
Le terme de crusty ou crustie désigne une contre-culture urbaine proche du punk. Le terme est surtout utilisé au Royaume-Uni dans les années 1980 et 1990. Crustie désigne ainsi notamment des personnes à l'apparence négligée, ayant des piercings, des tatouages, des dreadlocks et des vêtements sales ou abimés. Il désigne également des personnes itinérantes, pratiquant la mendicité et pouvant se retrouver en raves. Ces personnes sont ainsi souvent désignées comme de jeunes chômeurs, sans domicile fixe. Le terme peut s'assimiler dans certains cas à celui de traveller.